# Christophe Malavoy
Christophe Malavoy (ur. 21 marca 1952 w Reutlingen) – francuski aktor, scenarzysta i reżyser filmowy.

## Życiorys

### Wczesne lata
Urodził się w Reutlingen w Niemczech, gdzie jego ojciec stacjonował jako oficer. Uczęszczał do École de la rue Blanche w Paryżu. Zadebiutował wraz z trupą tetralną KHI, kierowaną przez amerykańskiego reżysera Stuarta Seide w sztukach: Troilus i Kresyda (1974), Szkoda, że jest dziwką (1975) i Miarka za miarkę (1976).

### Kariera
Swoją pierwszą rolę ekranową jako żołnierz otrzymał w komedii Nie ujdzie Ci to płazem! (Soldat Duroc, ça va être ta fête, 1975) u boku Roberta Webbera. Dopiero trzy lata później zauważono go jako agenta 8956 w dramacie kryminalnym Folder 51 (Le Dossier 51, 1978). Po występie jako Automarchi w dramacie Honor kapitana (L'Honneur d'un capitaine, 1982), rola Christophe’a w komedii Rockowa rodzina (Family rock, 1982) przyniosła mu Césara dla najlepszego debiutanta. W 1985 został uhonorowany nagrodą im. Jeana Gabina. Kolejne dwie nominacje do nagrody Césara zdobył za rolę Simona w melodramacie Kobieta mego życia (La femme de ma vie, 1986) z Jane Birkin i Jeanem-Louisem Trintignantem oraz jako kierownik fabryki obuwia Charles Sambrat w dramacie wojennym Roberta Enrico Zmęczony (De guerre lasse, 1987) u boku Nathalie Baye i Pierre’a Arditi.
Wyreżyserował filmy telewizyjne, w tym La Ville dont le prince est un enfant (1997) i Ceux qui aiment ne meurent jamais (2004).

### Życie prywatne
Razem z żoną Isabelle i tójką dzieci - Camille, Pauline i Romainem - zamieszkał na wsi, daleko od stolicy Francji.

## Wybrana filmografia
- 1975: Nie ujdzie ci to płazem! (Soldat Duroc, ça va être ta fête) jako żołnierz
- 1982: Równowaga (L'affaire Seznec) jako Tintin
- 1982: Honor kapitana (L'honneur d'un capitaine) jako Automarchi
- 1984: Śmierć we francuskim ogrodzie (Péril en la demeure) jako David Aurphet
- 1986: Kobieta mego życia (La femme de ma vie) jako Simon
- 1987: Krzyk sowy (The Cry of the Owl) jako Robert
- 1987: Zmęczony (De guerre lasse) jako Charles Sambrat
- 1987: Stowarzyszenie złoczyńców (Association de malfaiteurs) jako Gérard
- 1991: Pani Bovary (Madame Bovary) jako Rodolphe Boulanger
- 2005: Clara Sheller jako Bertrand
- 2006: Laura – śmierć zapisana w kartach jako Max Fontane
- 2011: Delikatność (La délicatesse) jako ojciec Nathalie